# 22283 Pytheas
22283 Pytheas è un asteroide areosecante. Scoperto nel 1986, presenta un'orbita caratterizzata da un semiasse maggiore pari a 2,1894031 UA e da un'eccentricità di 0,2464581, inclinata di 7,97315° rispetto all'eclittica.